# 26 Geminorum
26 Geminorum är en vit stjärna i huvudserien i stjärnbilden Tvillingarna.
26 Geminorum har visuell magnitud +5,21 och är synlig för blotta ögat vid normal seeing. Den befinner sig på ett avstånd av ungefär 140 ljusår.